# شهرستان ایسیولو
شهرستان ایسیولو (به لاتین: Isiolo County) یک منطقهٔ مسکونی در کنیا است که در کنیا واقع شده‌است. شهرستان ایسیولو ۲۵٬۳۳۶٫۱ کیلومترمربع مساحت و ۱۴۳٬۲۹۴ نفر جمعیت دارد.